# Свјетлана Ивановић
Свјетлана Ивановић  (Бијељина, СР БиХ, 25. октобра 1982.) је професорица права интелектуалне својине на Правном факултету Универзитета у Источном Сарајеву. Ванредни је професор из уже научне области ауторско право и право индустријске својине.

## Биографија
Дипломирала је на Правном факултету Универзитета у Источном Сарајеву 2006. године. Мастер рад под насловом „Право на ревизију уговорних одредаба о висини ауторског хонорара“ одбранила је на Правном факултету Универзитета у Београду 2008. године. Докторску дисертацију на тему „Судска заштита субјективних права интелектуалне својине“ одбранила је на Правном факултету Универзитета у Крагујевцу 2016. године. На Правном факултету Универзитета у Источном Сарајеву ради од 2007. године. У звање доцента на ужој научној области Ауторско право и право индустријске својине изабрана је 2017. године. Држи наставу из предмета Право интелектуалне својине, Ауторско право, Право индустријске својине, те Право интелектуалне својине и информационо друштво на другом циклусу студија. Учествовала је на бројним семинарима, конференцијама и научним скуповима. Била је члан радних група за израду нацрта законâ из области права интелектуалне својине. Члан је Удружења правника Републике Српске и Удружења правника у привреди Републике Србије. 
Служи се енглеским и руским језиком .

## Одабрана библиографија
- Правни послови грађанског права (коауторски уџбеник, коаутори Станка Стјепановић, Бранко Мораит, Богдана Стјепановић), Правни факултет Универзитета у Источном Сарајеву, Пале 2022;
- „Ауторскоправни аспекти наставе на даљину“, Зборник радова са међународног научног скупа „Изазови правном систему", Правни факултет Универзитета у Источном Сарајеву, Источно Сарајево 2021;
- „Ауторско право и претраживање текста и података“, Зборник радова Правног факултета у Нишу, 92/2021;
- „Права издавача у дигиталном окружењу“, Зборник радова са међународног научног скупа „Право, традиција и промјене“, Правни факултет Универзитета у Источном Сарајеву, Источно Сарајево 2020;
- „Артифициал Интеллигенце анд Цопyригхт”, Трансформативе Тецхнологиес: Легал анд Етхицал Цхалленгес оф тхе 21ст Центурy, Цонференце Процеедингс, Правни факултет Бања Лука, Бања Лука 2020;
- „Коришћење туђег ауторског дјела – између слободе изражавања и повреде ауторског и сродних права“, Право и привреда, 3/2020;
- „Осврт на нови режим одговорности интернет посредника за повреду ауторског права у праву Европске уније“, Интелектуална својина и интернет, Београд 2020;
- „Ауторскоправни аспекти дигитализације културне баштине“, Интелектуална својина и интернет, Београд 2018;
- „Казнена накнада штете у праву интелектуалне својине“, Зборник радова Правног факултета у Нишу, 76/2017;
- „Насљеђивање ауторског права у Републици Српској“, (коауторски рад, Димитрије Ћеранић први аутор), Годишњак Правног факултета у Источном Сарајеву, 1/2017;

•	 „Ауторски хонорар у издавачком уговору“, Право и привреда 4-6/2015 .